# Corollario
In matematica, il corollario è un enunciato la cui deduzione e dimostrazione segue in maniera naturale da un teorema, un lemma o una qualsiasi proposizione derivabile dagli assiomi della teoria stessa.
Il termine corollario deriva dalla parte dei fiori chiamata corolla.

## Descrizione
Ogni corollario è dunque associato ad un proprio "teorema antecedente". Molti corollari si ottengono dal relativo teorema antecedente come casi particolari, cioè semplificando, riducendo o specializzando le sue ipotesi. Altri invece sono più rivolti alle applicazioni (all'interno della matematica o nell'ambito di un modello matematico-fisico, matematico, matematico-economico, ecc.) e quindi si collocano ad un livello di astrazione inferiore di quello del teorema; per taluni di questi corollari si devono precisare delle costruzioni o dei collegamenti rivolti alle applicazioni.
Molti dei corollari che particolarizzano l'enunciato – che in una più completa esposizione della teoria è il loro teorema antecedente – sono stati ottenuti prima di quello. In effetti è accaduto spesso che si ottenesse prima un risultato particolare C1 e poi un risultato più generale T con un enunciato non molto più complesso di quello di C1 e ottenibile senza modificare e complicare profondamente la dimostrazione di C1. In una tale circostanza risulta ragionevole esporre la teoria assegnando a T il ruolo di teorema e a C1 quello di corollario. La cosa risulta particolarmente conveniente se da T si possono derivare senza molti passaggi dimostrativi altri enunciati C2, C3, ecc., i quali potrebbero riguardare casi particolari in posizioni complementari rispetto a quelle concernenti C1, oppure aspetti applicativi che richiedono costruzioni e collegamenti diversi da quelli concernenti C1.
In genere un capitolo di una teoria matematica che vede un teorema seguito da vari corollari si incontra quando la teoria ha raggiunto un buon livello di maturità: l'esposizione consente sia di impadronirsi dei contenuti del capitolo investendo il tempo necessario per la comprensione della dimostrazione del teorema e delle successive derivazioni di corollari, sia di cercare di padroneggiare solo una parte dei contenuti con un minore investimento di tempo, limitandosi a ricercare il senso del teorema e ad esaminare la deduzione di uno o di pochi corollari al fine di utilizzarli per le applicazioni.
Il termine corollario viene utilizzato anche in filosofia o in esposizioni non formalizzate, ma di tono razionale, ovvero dotate di una riconoscibile struttura logica, per indicare una affermazione che si ricava facilmente da una precedente che sia stata sufficientemente motivata.
Nel mondo dei libri il termine viene usato con il significato di appendice, aggiunta.